# Das Buoch von guoter Spise

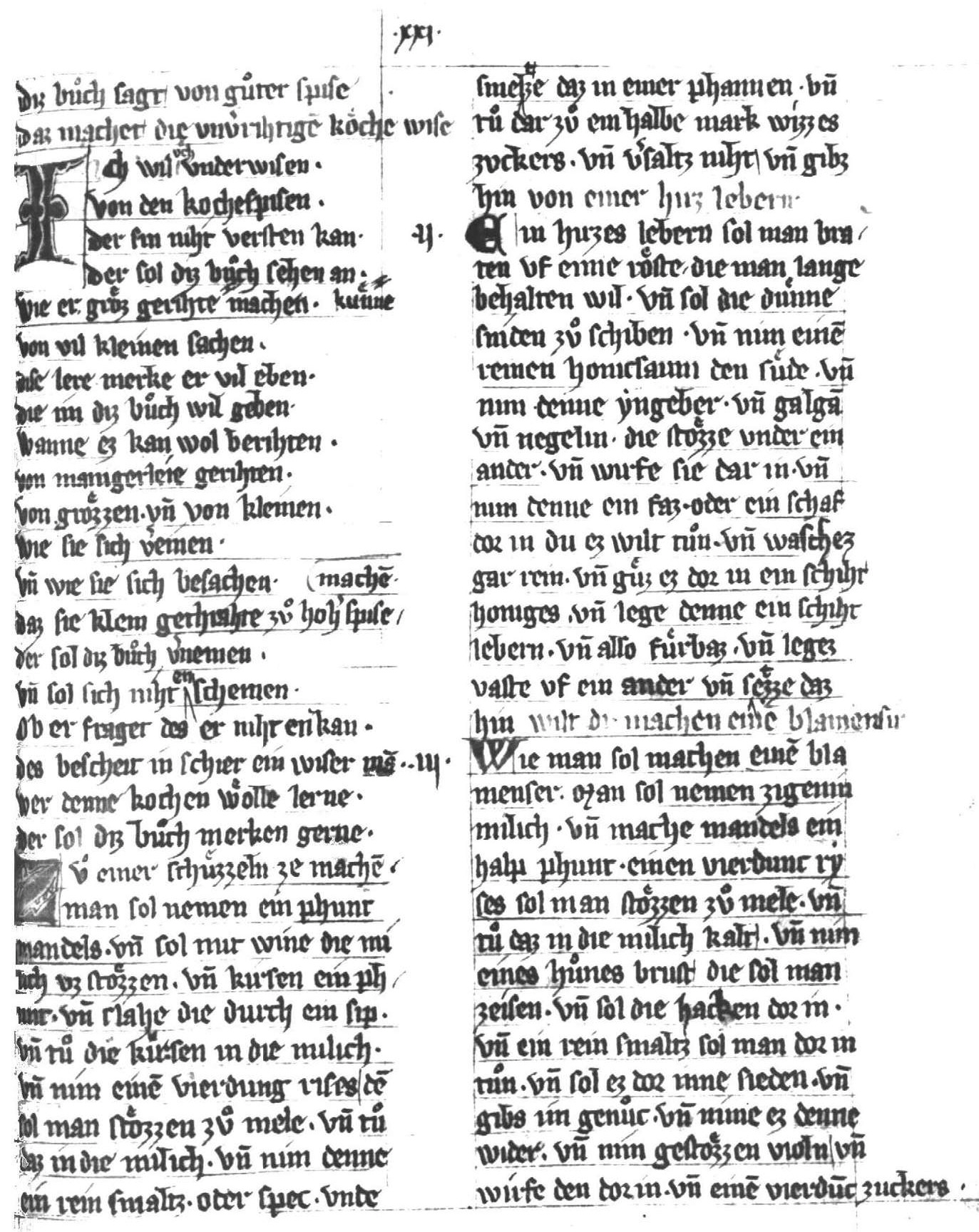
Das Buoch von guoter Spise, vers 1350

Das Buoch von guoter Spise, en français « le livre de la bonne cuisine », aussi appelé Würzburger Kochbuch (« le livre de cuisine de Wurtzbourg »), est le premier livre de cuisine en langue allemande parmi les livres de cuisine de la cuisine médiévale.

## Histoire du livre
Le recueil de recettes a été composé vers la fin des années 1340 par le protonotaire Michael de Leone, né vers 1300 à Wurtzbourg,.
Ce réceptaire figure dans plusieurs manuscrits, et notamment dans le Würzburger Liederhandschrift, en français le « manuscrit de chants de Wurtzbourg » appelé aussi Hausbuch des Michael de Leone (« chronique de Michael de Leone »). Cette chronique est composée de deux volumes, dont seul le deuxième est bien conservé. Dans ce deuxième volume, une petite partie (allant des feuilles 156recto à 165verso), soit une dizaine de feuilles sur un total de près de 300, contient le Buoch von guter Spîse.
Le manuscrit, sur parchemin, est déposé à la bibliothèque de l'université de Munich. Une autre transcription de texte se trouve dans la bibliothèque de Dessau (de). La section XXI contient les recettes qui ont été copiées de manière plutôt imprécise par un copiste inconnu.

## Public
Le texte permet de cerner facilement le public visé : la petite noblesse et de la bourgeoisie aisée urbaine. L'économie des villes a créé, à cette époque, une nouvelle forme de mobilité, ce qui a entraîné un transfert d'éléments culturels et d'usages culinaires. En effet, à l’époque, la cuisine sert de signe du statut social. En conséquence, on ne consomme plus seulement des produits régionaux, mais aussi des produits exotiques qui ont un grand succès. Le repas devient ainsi un des plus importants symboles de statut social.
Cette distinction se manifeste aussi au niveau de la langue ; on distingue ainsi la nourriture commune des couches inférieures de la bonne nourriture des couches moyennes et supérieures. L'une est composée de brouet et de pain, l'autre de rôtis, volaille et gibier. Le manuel doit donc être perçu comme un recueil de recettes pour les plus aisés.

## Contenu
Le manuel contient 96 recettes de cuisine bourgeoise. Il s'agit en effet principalement de plats faciles à préparer ; par ailleurs lait, beurre et épices et herbes courantes comme gingembre, persil, livèche, poivre et sauge sont souvent mentionnés, alors que des condiments utilisé à la cour comme sel, cannelle, anis vert, noix de muscade et safran 
le sont beaucoup moins souvent. Les plats conviennent donc à des cuisinières moyennement expérimentées, et aux moyens financiers raisonnables. Les épices sont partout très apprécies, surtout dans l'art culinaire du Moyen Âge ; plus de 80 pour cent de toutes les recettes comportent plusieurs épices.

## Un exemple de recette
La recette que voici est la traduction et adaptation de la recette no 35 du recueil, telle que transcrite par Hans Hajek :
« 
Wilt du machen einen agraz.

Nim wintruebele vnd stoz sur ephele. diz tuo zvo sammene, menge

ez mit wine vnd drueckez vz. dise salse ist guot zvo scheffinen braten

vnd zvo huenren vnd zvo vischen vnd heizet agraz. »
Cela peut se traduire en français moderne approximativement comme suit :
« 
Si tu veux faire un agraz.

Prends des grappes de raisin et ajoute des pommes acides. Mets ces deux ensemble, puis

mélange avec du vin et presse le tout. Cette sauce est bonne pour les rôtis de porc 

et pour les poulets, et les poissons et s'appelle agraz. »
Comme on peut voir, il n'y a pas d'indications de quantité, ni de détails de préparation.
Le agraz dont il est question est peut-être emprunté à l'espagnol, où il se rapproche de verjus (raisins ou pommes pas mûrs),.
Cet exemple est repris dans le livre de Trude Ehlert sous une forme plus contemporaine :
Si tu veux faire un agraz
250g de raisin blanc ou noir
2 pommes boscop (ou Granny Smith)
¼ l vin rouge
1 pincée de poivre
Préparation : éplucher les pommes, enlever l'intérieur, couper en lamelles, mixer les lamelles de pommes et le raisin en une purée, mélanger avec le vin, passer au chinois et servir froid.
La sauce a un goût légèrement acide, rafraîchissant, et convient parfaitement avec un gigot d’agneau, un rôti de chevreuil en croûte, un poulet au four ou un pâté de viande.